# Thick as a Brick
| Recensione       | Giudizio |
| ---------------- | -------- |
| AllMusic         |          |
| Rolling Stone    |          |
| Progarchives     |          |
| George Starostin | [ 2 ]    |

Thick as a brick è il quinto album in studio del gruppo musicale britannico Jethro Tull, pubblicato il 3 marzo 1972. Nel giugno del 2015 la rivista Rolling Stone ha collocato l'album alla settima posizione dei 50 migliori album progressive di tutti i tempi.

## Storia
and you make all your animal deals

and your wise men don't know how it feels

to be thick as a brick.»
e fate i vostri bestiali affari

ed i vostri saggi non sanno come ci si senta

ad essere ottusi come un mattone.»
(Jethro Tull, Thick as a Brick)
Viene considerato il primo album strettamente progressive dei Jethro Tull, pur mantenendo, secondo lo stile del gruppo, forti connotazioni rock, blues e folk.
Il disco presenta un unico brano di circa 45 minuti suddiviso in due parti solo per le esigenze tecniche del vinile. Lo stesso schema verrà adottato successivamente dai Jethro Tull per l'album A Passion Play.
I testi sono stati inizialmente presentati come opera di un bambino prodigio, il poeta Gerald Bostock che vinse un concorso di poesia presentando appunto il testo di Thick as a Brick, salvo poi venire squalificato per aver detto una parolaccia in diretta; In realtà Gerald Bostock non è altro che un personaggio inventato dallo stesso Ian Anderson.
L'idea di realizzare un concept album sia venuta a Ian Anderson in reazione ai critici che avevano etichettato come tale il precedente album del gruppo, Aqualung. Con Thick as a Brick Anderson volle prendere ironicamente le distanze dalla "moda" stessa dei concept album tipica del rock progressivo, portando l'idea al suo eccesso (un singolo, monolitico brano). Caratterizzano l'opera numerosi elementi di sarcasmo e umorismo.
Nonostante l'intento ironico della band il risultato fu un disco elaborato e innovativo. Per questo viene generalmente considerato uno dei momenti più alti della carriera dei Jethro Tull e una pietra miliare nella storia del rock. Il disco è un perfetto esempio dell'approccio del gruppo al rock progressivo. Una versione ridotta di questa lunga suite costituisce uno degli appuntamenti fissi delle esibizioni dal vivo del gruppo (come in particolare la versione live sul doppio Bursting Out).
Nel 1972 l'album venne completamente eseguito dal vivo, risultando molto complesso nel portare in scena la sequenza musicale originariamente concepita nel disco in studio. Nel corso degli anni i Jethro Tull eseguirono nei loro concerti dal vivo una versione ridotta del brano, inizialmente di circa 15 minuti negli anni settanta, per poi essere ridotto a circa 10 minuti dagli anni ottanta in poi.
Fu ristampato nel 1997 con 2 bonus track.
Nel 2012, a quarant'anni dalla sua pubblicazione, Thick as a Brick venne celebrato con l'uscita delle 40th Anniversary Special Collector's Edition. Accanto al classico disco del 1972 vi fu anche la versione in vinile di Thick as a Brick 2 di Ian Anderson del 2012. Inoltre, lo stesso anno, venne pubblicato anche un nuovo remixaggio chiamato Thick as a Brick 40th Anniversary Special Collector's Edition, ad opera di Steven Wilson, esso venne pubblicato in versione CD e DVD.
Il 22 giugno 2012 Ian Anderson tenne un concerto solista a Reykjavík (Islanda). Il suo tour mondiale a supporto di TAAB2 prevedeva l'esecuzione integrale di Thick as a Brick dei Jethro Tull e Thick as a Brick 2 di Ian Anderson. Il concerto tenuto in Islanda venne pubblicato nell'album/video Thick as a Brick - Live in Iceland del 2014.
Vi fu anche una edizione che ripropose i brani di Thick as a Brick rimasterizzati e remixati da Steven Wilson su CD e su DVD in formato 5.1 DTS e Dolby Digital, accompagnati da un cofanetto contenente la versione rimontata in 40 pagine del giornale originale St. Cleve Chronicle & Linwell Advertiser del 1972, con in aggiunta un supplemento a colori di 60 pagine con la storia del disco, interviste ai protagonisti, foto e rarità. Nel cd vi è presente solo il remix del 2012 al quale, nella seconda parte, mancano 10 secondi rispetto all'originale.

## Copertina
Nell'edizione originale, la copertina era caratterizzata da un packaging molto insolito: il fronte era un intero quotidiano ripiegato e sfogliabile, l'ipotetico St. Cleve Chronicle del 7 gennaio 1972. In prima pagina la notizia della premiazione dell'immaginario Bostock e, all'interno, i testi dell'opera, confusi tra numerose notizie e articoli fittizi e ironici. In proposito la band dichiarò che ci volle più tempo a inventare le notizie da inserire nel giornale che a comporre le musiche del disco.
Ad oggi risulta molto difficile reperire questo LP in buone condizioni, poiché la copertina-quotidiano conteneva anche dei cruciverba e dei giochi che molti hanno compilato.

## Tracce
Testi e musiche di Ian Anderson e Gerald Bostock.
1. Thick as a Brick Part 1 – 22:45
2. Thick as a Brick Part 2 – 21:05

Bonus track presenti nella versione del 1997 (XXV anniversario)
1. Thick as a Brick (live al Madison Square Garden, 1978) - 11:48
2. Interview with Jethro Tull's Ian Anderson, Martin Barre, and Jeffrey Hammond - 16:28

### Thick as a Brick 40th Anniversary Special Collector's Edition

#### Tracce CD
1. Thick As A Brick (Part 1) (2012 Remix)
2. Thick As A Brick (Part 2) (2012 Remix)

#### Tracce DVD
1. Thick As A Brick (Part 1) (5.1 Mix DTS & Dolby Digital)
2. Thick As A Brick (Part 2) (5.1 Mix DTS & Dolby Digital)
3. Thick As A Brick (Part 1) (2012 Remix)
4. Thick As A Brick (Part 2) (2012 Remix)
5. Thick As A Brick (Part 1)
6. Thick As A Brick (Part 2)
7. Radio Spot

### Thick as a Brick 40th Anniversary Special Collector's Edition 2 LP
Questa edizione presentò Thick as a Brick in vinile con il nuovo mixaggio ad opera di Steven Wilson. Il secondo LP del boxset presentò la proposta in vinile di Thick as a Brick 2 di Ian Anderson del 2012.

#### Disco 1
Thick As A Brick

Lato A
1. Thick As A Brick (Part 1) (2012 Remix)

Lato B
1. Thick As A Brick (Part 2) (2012 Remix)

#### Disco 2
Thick As A Brick 2

Lato A
1. From a Pebble Thrown
2. Pebbles Instrumental
3. Might Have Beens
4. Upper Sixth Loan Shark
5. Banker Bets, Banker Wins
6. Swing It Far
7. Adrift and Dumfounded
8. Old School Song
9. Wootton Bassett Town

Lato B
1. Power and Spirit
2. Give Till It Hurts
3. Cosy Corner
4. Shunt and Shuffle
5. A Change Of Horses
6. Confessional
7. Kismet in Suburbia
8. What-ifs, Maybes and Might-have-beens

## Formazione
- Ian Anderson: voce, flauto, chitarra acustica, violino, tromba, sassofono
- Martin Barre: chitarra elettrica, liuto
- Jeffrey Hammond: basso
- Barriemore Barlow: batteria, percussioni, timpani
- John Evan: pianoforte, organo hammond, clavicembalo
- David Palmer: arrangiamento e direzione orchestrale

## Classifiche

### Classifiche settimanali
| Classifica (1972) | Posizione massima |
| ----------------- | ----------------- |
| Australia         | 1                 |
| Canada            | 1                 |
| Germania          | 2                 |
| Italia            | 2                 |
| Norvegia          | 3                 |
| Paesi Bassi       | 3                 |
| Regno Unito       | 5                 |
| Stati Uniti       | 1                 |

### Classifiche di fine anno
| Classifica (1972) | Posizione |
| ----------------- | --------- |
| Australia         | 2         |
| Italia            | 8         |
| Paesi Bassi       | 22        |
| Stati Uniti       | 26        |